# كريستين داردن
كريستين داردن (بالإنجليزية: Christine Darden)‏ هي مهندسة فضاء جوي ورياضياتية أمريكية، ولدت في 10 سبتمبر 1942 في مونرو في الولايات المتحدة.